# Xinhe (sockenhuvudort i Kina, Hunan Sheng, lat 29,43, long 112,52)
Xinhe (kinesiska: 新河, 新河乡) är en sockenhuvudort i Kina. Den ligger i provinsen Hunan, i den södra delen av landet, omkring 140 kilometer norr om provinshuvudstaden Changsha. Antalet invånare är 35 880. Befolkningen består av 17 542 kvinnor och 18 338 män. Barn under 15 år utgör 13,0 %, vuxna 15-64 år 75 %, och äldre över 65 år 10,0 %.
Runt Xinhe är det tätbefolkat, med 476 invånare per kvadratkilometer. Närmaste större samhälle är Huarong Chengguanzhen, 10,6 km norr om Xinhe. Trakten runt Xinhe består till största delen av jordbruksmark.
Genomsnittlig årsnederbörd är 1 739 millimeter. Den regnigaste månaden är maj, med i genomsnitt 294 mm nederbörd, och den torraste är december, med 38 mm nederbörd.